# Neuköln
Neuköln è un brano musicale strumentale composto da David Bowie e Brian Eno incluso nell'album "Heroes" del 1977.
È l'ultimo di tre pezzi strumentali consecutivi presenti sulla seconda facciata del vinile originale, seguendo Sense of Doubt e Moss Garden.

## Il brano
Neukölln (correttamente scritto con due "L") è un quartiere di Berlino. Bowie visse a Berlino per qualche tempo nel 1977, anche se non a Neukölln ma nel quartiere di Schöneberg. La musica presente nel brano è stata descritta ed interpretata in parte come un riflesso della mancanza di radici degli immigrati turchi, presenti in grande quantità nell'area. I giornalisti del New Musical Express Roy Carr e Charles Shaar Murray descrissero Neuköln come "un pezzo d'atmosfera: la Guerra fredda vista attraverso una bolla di sangue o gli ultimi pensieri di Harry Lime prima di morire alla fine del film Il terzo uomo". La sezione finale contiene una riflessiva parte di sassofono suonata da Bowie che sembra "esplodere attraverso un porto di solitudine, come se si perdesse nella nebbia".

## Cover
- Philip Glass - Symphony No. 4 Heroes (1996)
- Dylan Howe - Subterranean - New Designs on Bowie's Berlin (2014)